# Шеффилд Стилерс
«Шеффилд Стилерс» — английский хоккейный клуб из города Шеффилд. Выступает в Британской элитной хоккейной лиге. Домашней ареной клуба является Шеффилд Арена.

## История

Старая эмблема клуба

Хоккей на любительском уровне существовал в Шеффилде, но профессиональная игра ведёт историю с 1991 года, когда в городе была построена Шеффилд Арена. В том же году и был основан хоккейный клуб «Шеффилд Стилерс». Название «Стилерс» клуб получил в честь индустриального прошлого Шеффилда. Первый сезон команда провела в Первом британском дивизионе. В следующем году клуб вышел в Британскую лигу, а ещё через год - стал чемпионом Великобритании. 3 декабря 2006 года «Шеффилд Стилерс» провёл тысячный матч в своей истории в оранжевых свитерах против команды «Басингстоук Бизон», где уступил со счётом 3:2. В 2010 году клуб принял участие в континентальном кубке, где вышел в суперфинал.

## Достижения
- Британская элитная хоккейная лига:
  - Обладатель (6)  : 2000, 2002, 2003, 2008, 2015, 2016
  - Серебряный призёр (3)  : 1996, 1999, 2007
  - Бронзовый призёр (2)  : 2001, 2006